# Gymnothorax walvisensis
Gymnothorax walvisensis is een straalvinnige vissensoort uit de familie van de murenen (Muraenidae). De wetenschappelijke naam van de soort is voor het eerst geldig gepubliceerd in 2009 door Prokofiev.